# Приокский район
Прио́кский райо́н — один из восьми внутригородских районов в составе Нижнего Новгорода. Население — 104 385 чел. (2023).

## Расположение района
Приокский район занимает юго-восточную часть города. Он расположен на крутом правом берегу реки Оки. Район граничит на севере с Советским городским районом, на западе (по реке Оке) с Автозаводским городским районом, на востоке и юге — с Кстовским районом Нижегородской области, на юго-западе — с Богородским районом Нижегородской области.
К Приокскому району относятся и близлежащие населённые пункты: деревни Бешенцево, Ближнеконстантиново, Ляхово, Мордвинцево, Ольгино, посёлок Луч, а также 7 населённых пунктов Новинского сельсовета.

## История района
Приокский район образован в 1935 году, когда при реорганизации города было создано шесть районов вместо ранее существовавших четырёх. Тогда он назывался Мы́зинский.
В марте 1936 года по постановлению Горьковского крайисполкома был переименован в Ворошиловский. В то время район состоял из Старого, Нового, Барачного, Дачного посёлков, Толмачёвки, Щёлоковского хутора, Тобо́льских казарм, посёлков Александровка, Дубёнки, Красная Заря, Слу́да.
С 1956 года район носит своё современное название — Приокский. Он был образован за счет объединения территорий Ворошиловского и Ждановского районов Горького. В 1970 от него была отделена территория современного Советского района и часть территории Нижегородского района.

## Микрорайоны и подчинённые населённые пункты
Микрорайоны
- посёлок Дубёнки — название связывается с дубравой, примыкающей к деревне с востока; в составе города с 1923 года[4][5]
- микрорайон Карава́иха — часть района вдоль проспекта Гагарина, примерно от остановки «Администрация Приокского района» до остановки «Микрорайон Караваиха» (бывшей «Кинотеатр Электрон»)[6]
- местность и поселение Мали́новая гряда́
- микрорайон Мы́за — центральная часть района. Название дал выходец из Прибалтики К. М. Ребиндер, председатель Нижегородского уголовного суда, владелец Ляхово, который в конце XVIII века приобрёл земли около Арзамасской дороги и создал на них ферму, названную на прибалтийский манер мызой. От названия Мыза произошли вторичные названия: посёлок Мыза, железнодорожная станция Мыза, Мызинский мост, улица Мы́зинская.
- посёлок Па́рковый
- посёлок совхоза «Цветы»
- микрорайон Цветы
- микрорайон Су́риковский
- посёлок Толмачёвка (в настоящее время — посёлок Парковый), исторически заселённое место, выделенное в начале XX века под жилую застройку рабочим и инженерно-техническим сотрудникам, располагавшегося рядом завода «Сименс и Гальске». Входил в состав Мызинского (1935), Ворошиловского районов города Горького. В настоящее время в составе Приокского района Нижнего Новгорода. Расположен параллельно проспекту Гагарина на склоне правого берега р. Оки, вдоль полотна Московско-Казанской железной дороги. Южная окраина посёлка граничит с заводом «Нител».
- посёлок Черепи́чный (Кера́мик)
- микрорайоны Щерби́нки I, Щерби́нки II; Щербинки — деревня на Арзамасской дороге (шоссе). Находятся в южной части района. Древнее название — Новцы́; оно известно по летописным указаниям на то, что здесь в 1171 году произошло сражение между мордвой и войском сына князя Андрея Боголюбского Мстислава. Новцы — русское название для места, обжитого или распаханного совсем недавно. Второе, позднее название Щербинки объяснялось выщербинами на дороге в этой местности. В состав города деревня вошла в 1947 году. В настоящее время Щербинки — большой микрорайон, частная застройка полностью снесена, на её месте выросли многоэтажные дома.

Подчинённые району населённые пункты
- деревня Бешенцево — название связывается со словом «беженцы», якобы ими были первопоселенцы.
- деревня Ближнеконстантиново — расположено по правую сторону от улицы Ларина (федеральная автодорога М-7 (Москва — Уфа)). Известно с XIV века. Название села — патроним: владельцем села был князь Константин Васильевич (умерший в 1355 году и основавший пятью годами ранее Великое Нижегородское княжество). В составе города с 1970 года. Действует церковь Казанской иконы Божией Матери (построена в XIX веке, в советское время закрыта, вновь передана православным верующим в 90-х годах XX века).
- посёлок Луч
- деревня Ляхово — подчинена городу с 1970 года; в Ляхове располагается Нижегородская областная психоневрологическая больница № 1 имени П. П. Кащенко.
- деревня Мордвинцево — примыкает к Ближнеконстантинову; название — этноним; подчинена городу с 1970 года.
- деревня Ольгино — при въезде в город с юга. Деревня известна с 40-х годов XIX века. Название связывают с тем, что помещик В. П. Козлов из-под города Судогды приобрёл эту территорию и заселил крепостными, подарив деревню своей дочери Ольге (О. В. Бибиковой). В составе города с 1970 года. В настоящее время бо́льшая часть населения деревни — цыгане.
- 7 населённых пунктов Новинского сельсовета.

## Население
Динамика населения внутригородского района (в городской черте)
| 2002    | 2009    | 2010    | 2012    | 2013    | 2014     | 2015     |
| ------- | ------- | ------- | ------- | ------- | -------- | -------- |
| 96 043  | ↘91 510 | ↘90 410 | ↗91 947 | ↗92 960 | ↗93 370  | ↗94 546  |
| 2016    | 2017    | 2018    | 2019    | 2020    | 2021     | 2023     |
| ↗94 956 | ↘94 360 | ↘93 732 | ↗97 013 | ↗98 329 | ↗102 652 | ↗104 385 |

## Экономика

### Промышленные и научно-промышленные предприятия
Основные направления деятельности предприятий Приокского района — выпуск продукции оборонного значения, разработка и производство радиоэлектронной аппаратуры, медицинских препаратов, молочных продуктов
- ОАО «Нител» — проспект Гагарина, 37.
- ЗАО Концерн «Термаль» — проспект Гагарина, 178.
- Завод «Труд» — ул. Ларина, 18.
- ОАО «Молочный комбинат „Нижегородский“» — филиал ОАО «Вимм-Билль-Данн» — ул. Ларина, 19.
- ООО «Фармстандарт — Фитофарм-НН» — ул. Кащенко, 9.
- ФГУП «Нижегородский завод им. М. В. Фрунзе» — проспект Гагарина, 174.

- ФГУП «Нижегородский научно-исследовательский институт радиотехники» (НИИРТ) — ул. Шапошникова, 5.
- ФГУП «ФНПЦ „НИИ измерительных систем им. Ю. Е. Седакова“» (НИИИС) — ул. Тропинина, 47.
- ФГУП «НПП «Салют»» — ул. Ларина, 7.
- ФГУП «Нижегородский научно-исследовательский приборостроительный институт „Кварц“» — проспект Гагарина, 176.
- Институт химии высокочистых веществ РАН — ул. Тропинина, 49.
- Институт металлоорганической химии им. Г. А. Разуваева РАН — ул. Тропинина, 49.
- Компания Hygiene Technologies — производство средств гигиены — пос. Черепичный, 14.
- ПК ЗАО «Ока» (производство одежды) — ул. Невская, 19а.
- ОАО «Промис» (Производство картонной упаковки) — проспект Гагарина, 164.
- ООО «Нижегородская фирма „АтомСтрой“» — ул. Тропинина, 3б.
- ОАО «Волжский подводник» — ул. Ларина, 19а.

### Торговля
На территории Приокского района расположены крупные предприятия торговли: мебельный гипермаркет «Открытый материк», торговые центры «Гагаринский», «Малиновая гряда», «Мечта», «Фантазия», «Мила», «Инхаус», «Щербинки. Жанто-1», «Мыза. Жанто-2», «Ореол», гипермаркет «Перекрёсток».

### Транспорт
- Городская электричка. Входит в структуру ГЖД. От станции Мыза (о. п. Проспект Гагарина) имеет регулярное сообщение со станцией Нижний Новгород-Московский. Работает только в летний период. На территории Приокского района находятся о.п. Проспект Гагарина, Мыза, Анкудиновка Также имеет сообщение с Арзамасом (станция Арзамас II)

- Автобусный транспорт. Автобусы (ЛиАЗ) и частные маршрутные такси (ПАЗ) являются основными видами транспорта в районе. Городской автобусный транспорт связывает Приокский район со всеми районами Нижнего Новгорода, а также с посёлком Селекционной станции (конечная остановка Берёзовый клин) (автобус № 53), деревней Ройка (автобус 53Б) и Румянцевким кладбищем (автобус 53А), находящимися на территории Кстовского района Нижегородской области. Кроме того, от автостанции «Щербинки» в Приокском районе отправляются пригородные автобусные маршруты в направлении городов Богородска, Кстова, Ворсмы, посёлков Комсомольского, Буревестника, сёл Богоявления, Тепло-Троицкого, Чаглавы, Инютина, Доскина, Каменки и других. В 2015 году в район деревни Ольгино перенесён автовокзал «Щербинки».

- Троллейбус. В Приокском районе находится конечный пункт «Щербинки II» троллейбусных маршрутов № 13 (до площади Минина и Пожарского, Нижегородский район, через ул. Бекетова) и № 31 (до площади Минина и Пожарского, Нижегородский район, через пл. Горького). Все троллейбусные маршруты на территории Приокского района следуют по проспекту Гагарина.

- Трамвай. В Приокском районе находится конечный пункт «Мыза» трамвайных маршрутов № 5 (до улицы Маслякова, Нижегородский район), и № 19 (до Трамвайного депо № 1, Советский район). Все трамвайные маршруты на территории Приокского района следуют по проспекту Гагарина, улицам Терешковой и Корейской.

## Образование
На территории Приокского района расположено несколько крупных высших и средних специальных учебных заведений Нижнего Новгорода:
- Нижегородская государственная сельскохозяйственная академия — проспект Гагарина, 97,
- Нижегородская академия МВД РФ — Анкудиновское шоссе, 3,
- Учебные корпуса Нижегородской государственной медицинской академии — проспект Гагарина, 70; ул. Медицинская, 1, ул. Медицинская, 3а,
- Институт пищевых технологий и дизайна — ул. Горная, 13,
- Нижегородский филиал Гуманитарного института г. Москва — Анкудиновское шоссе, 34,
- Институт моды, дизайна и технологий — ул. Батумская, 1б(больше не работает),
- Нижегородский колледж технологии и дизайна одежды — микрорайон Щербинки-I, 21,
- Нижегородский колледж теплоснабжения и автоматических систем управления — ул. Горная, 56а.

Кроме того, в Приокском районе расположены 30 учреждений дошкольного образования, 10 общеобразовательных школ, детский дом, школа-интернат для слабослышащих и глухих детей.

## Культура и досуг

### Парки, скверы, лесопарковые зоны и зоны отдыха
- Центральный парк культуры и отдыха «Швейцария». Парк был заложен в 1903 году в дачном пригороде Нижнего Новгорода учащимися гимназий, их родителями и преподавателями. Название «Швейцария» парк получил из-за характера местности, на которой расположен: окские откосы напоминают швейцарские Альпы. С 1958 по 1992 годы именовался парком имени Ленинского Комсомола. Парк расположен на склоне р. Оки и тянется вдоль проспекта Гагарина на 3,5 км. Площадь парка 380 га. В парке действуют аттракционы, кафе. На территории парка находится мемориальный комплекс в память о нижегородцах, погибших в локальных конфликтах — проспект Гагарина.

- Зона отдыха «Щёлоковский хутор». Лесопарк находится на границе Советского и Приокского районов. Название получил по фамилии владельца бакалейщика Щёлокова в 1870-х годах. Территория представляет собой остатки старинных липовых лесов и дубрав. На территории Щёлоковского хутора находятся три озера с пляжными зонами, два из которых — в Приокском районе, развлекательные центры, лыжные базы, кафе — ул. Горбатовская, Анкудиновское шоссе.

- Ботанический сад Нижегородского государственного университета им. Н. И. Лобачевского (архитектор Е. В. Шервинский, 1934) — ул. Ботанический сад, 1.
- Лесопарковая зона на откосе р. Оки «Малиновая гряда» — за ул. Тропинина.
- Парк областной психоневрологической больницы — ул. Кащенко.
- Памятник природы «Мызинские дубы» — ул. Невская.

### Театры, дома культуры и культурно-досуговые центры
- Театр движения «Пиано» при Нижегородской школе-интернате для глухих детей — Анкудиновское шоссе, 9.
- Центр развития творчества детей и юношества Приокского района (Дом культуры имени П. П. Кринова) — проспект Гагарина, 41.

### Кинотеатры
- Детский кинотеатр «Зарница» — проспект Гагарина, 114.

### Музеи
- Музей-квартира А. Д. Сахарова — проспект Гагарина, 214.
- Музей Ф. И. Шаляпина — ул. Шатковская, 2б, школа № 140.
- Музей Приокского района — проспект Гагарина, 154.
- Нижегородский Музей «Холодной войны» и истории города Горький в 1946—1991 годы проспект Гагарина, 154 (Располагается в Музее Приокского района).
- Музей ОАО «Нител» — проспект Гагарина, 37
- Музей Нижегородской сельскохозяйственной академии — проспект Гагарина, 97.

### Библиотеки
Централизованная библиотечная система Приокского района г. Нижнего Новгорода.

### Спортивные сооружения
- Физкультурно-оздоровительный комплекс (ФОК) «Приокский» — проспект Гагарина, 121/1
- Стадион «Радий» — ул. Горная, 5.
- Спорткомплекс «Квант» НИИ измерительных систем им. Ю. Е. Седакова — ул. Тропинина, 13.
- Учебно-методический физкультурно-оздоровительный центр «Динамика» — Анкудиновское шоссе, 5.
- Щелоковский спортивно-оздоровительный комплекс — ул. Корейская, 26
- Ипподром — м-рн Щербинки-II.
- Лыжная база НГТУ им. Р. Е. Алексеева — Анкудиновское шоссе, 4.

## Храмы, памятники истории и архитектуры

### Конфессиональные сооружения
Православные храмы
- Храм Казанской иконы Божией Матери в Ближнеконстантиново (1801, памятник архитектуры регионального значения) — улица Борисова, 17;
- Церковь Георгия Победоносца при Нижегородской академии МВД РФ (2004—2007 годы) — Анкудиновское шоссе, 3 к1;
- Храмовый комплекс в честь святого великомученика и целителя Пантелеимона, включающий 3 однопрестольных храма:
  - в честь новомучеников и исповедников Нижегородских — проспект Гагарина, 119а к2;
  - в честь святого праведного Иоанна Кронштадтского — проспект Гагарина, 119а к2;
  - в честь святого великомученика и целителя Пантелеимона — проспект Гагарина, 119а;
- Храм в честь святого великомученика Георгия Победоносца — улица Кащенко, 31а;
- Храм в честь иконы Божией Матери «Взыскание погибших» — ул. Ларина, 7а к1;
- Храм во имя святой блаженной Матроны Московской — микрорайон Цветы;
- Церковь Иконы Божией Матери Державная (строится) — улица Медицинская.

### Памятники истории, гражданской, промышленной и ландшафтной архитектуры, инженерного искусства
- Комплекс колонии для душевнобольных при с. Ляхово (архитектор П. П. Малиновский, конец XIX — начало XX веков) — ул. Кащенко, 12а (ныне — территория областной психоневрологической больницы № 1):
  - лечебные корпуса;
  - жилой дом для персонала;
  - центральное машинное здание;
  - водонапорная башня.
- Административное здание телефонного завода товарищества «Сименс и Гальске» (1915—1916 годы) — проспект Гагарина, 37.
- Жилой дом (архитектор Л. А. Нифонтов, 1953) — проспект Гагарина, 110.
- Жилой дом (1937) — проспект Гагарина, 116.
- Здание РК КПСС (архитектор И. Ф. Нейман, 1954) — проспект Гагарина, 158.
- Комплекс парка «Швейцария» (входы и ограда; архитектор В. В. Воронков, 1958) — проспект Гагарина.
- Ботанический сад Нижегородского государственного университета (архитектор Е. В. Шервинский, 1934) — ул. Ботанический сад, 1.

### Объекты, представляющие исторический и архитектурный интерес, не включенные в федеральный и региональный перечни охраняемых объектов
- Бывшая амбулатория телефонного завода имени Соловьёва, ныне — поликлиника завода «Нител» (1928, 1935 годы) — проспект Гагарина, 45
- Комплекс телефонного завода товарищества «Сименс и Гальске» (1915—1916 годы) — проспект Гагарина, 39.
- Дворец культуры имени Кринова (проект строительного бюро Нижегородского телефонного завода, построен в форме трактора, 1927) — проспект Гагарина, 41.
- Второй корпус Нижегородской медицинской академии — проспект Гагарина, 70.
- Жилые дома, образцы сталинского ампира — проспект Гагарина, 106 (1954), проспект Гагарина, 108 (1956) и проспект Гагарина, 156

### Мемориалы, памятники известным людям и памятные знаки
- Памятник Маршалу Советского Союза Г. К. Жукову (2015) — площадь Маршала Жукова.
- Мемориальный комплекс «Победа» (2000) — площадь Маршала Жукова.
- Памятник В. И. Ленину (1971) — проспект Гагарина, у ДК имени Кринова.
- Памятник учёному, правозащитнику, лауреату Нобелевской премии А. Д. Сахарову (Скульптор — А. Щитов, 2014) — проспект Гагарина, 214.
- Мемориал памяти воинов, погибших в локальных конфликтах в Афганистане и Чечне (авторы — И. И. Лукин, С. А. Тимофеев, 2002) — проспект Гагарина, территория парка «Швейцария».
- Скульптурная композиция памяти первых маёвок — проспект Гагарина, Мыза.
- Мемориал «Слава», посвященный 30-летию Победы в Великой Отечественной войне (1975) — проспект Гагарина, территория завода имени Фрунзе.
- Бюст Героя Советского Союза Б. В. Панина — проспект Гагарина, территория завода имени Фрунзе.
- Мемориальный комплекс, посвящённый 40-летию Победы в Великой Отечественной войне (1985) — ул. Ларина, 7, территория НПП «Салют».
- Памятник первому директору НИИ измерительных систем Ю. Е. Седакову (2007) — ул. Тропинина, 47, территория НИИИС имени Седакова.
- Обелиск студентам и преподавателям Нижегородского медицинского института, павшим на фронтах Великой Отечественной войны — проспект Гагарина, 70.
- Обелиск воинской славы (1968) — деревня Ольгино.
- Обелиск воинской славы (1968) — ул. Кащенко, село Ляхово.
- Обелиск воинской славы (1965) — д. Мордвинцево.
- Обелиск воинской славы (1966) — ул. Героя Чванова, д. Бешенцево.
- Обелиск воинской славы (1965) — д. Ближнеконстантиново, ул. Героя Борисова.
- Обелиск памяти павших в годы в Великой Отечественной войны учеников школы № 45 — проспект Гагарина, 154.
- Обелиск памяти студентов и сотрудников сельскохозяйственного института, погибших в годы Великой Отечественной войны — проспект Гагарина, городок НГСХА, перед Главным корпусом Нижегородской сельскохозяйственной академии.
- Обелиск памяти медиков-горьковчан, погибших в годы Великой Отечественной войны — ул. Кащенко, парк Нижегородской областной психоневрологической больницы № 1.
- Памятный знак Герою Советского Союза М. Ф. Ларину — ул. Ларина, у дома № 1.

## Известные жители Приокского района
- Кащенко, Пётр Петрович (1859—1920) — русский врач-психиатр, общественный и земской деятель, автор статей по психиатрии и организации психиатрической помощи. В 1889—1904 годах — директор психиатрической больницы Нижегородского земства (колония Ляхово).
- Сахаров, Андрей Дмитриевич (1921—1989) — советский физик, один из создателей советской водородной бомбы, правозащитник, диссидент. Лауреат Нобелевской премии мира за 1975 год. С января 1980 года по декабрь 1986 года находился в ссылке в Горьком, жил в Приокском районе в доме № 214 по проспекту Гагарина.